# Stúpino
Stúpino - Ступино (rus) - és una ciutat de l'óblast de Moscou, a Rússia. Es troba a la vora del riu Okà, a 100 km al sud de Moscou.

## Història
Des del 1505 hi havia diversos assentaments en el territori que avui dia és Stúpino, la seva fundació es deu sobretot a la unió d'aquells antics assentaments. Des del 1934-39 la regió era coneguda com a Elektrovoz, a causa d'una planta elèctrica que es fundà als voltants.
Més endavant s'organitzà com assentament de tipus urbà, rebé el nom de Stúpino i es convertí oficialment en ciutat tancada de la Unió Soviètica. Durant la Guerra Freda la principal indústria a Stúpino fou la producció d'armes, i a més a més fou la llar de la Força Aèria Stúpino. Des del 1995 té la principal branca de fàbriques de Mars, Incorporated a Rússia.

## Ciutats agermanades
- Telgte, Alemanya
- Vítsiebsk, Belarús
- N'Djamena, Txad
- Nahariyya, Israel
- Velingrad, Bulgària
- Pančevo, Sèrbia